# Chińska Republika Ludowa na Mistrzostwach Świata w Lekkoatletyce 2015
Chińska Republika Ludowa na Mistrzostwach Świata w Lekkoatletyce 2015 – reprezentacja Chin podczas Mistrzostw Świata w Pekinie liczyła 66 zawodników. Zdobyli oni 9 medali, w tym 1 złoty, co dało im 11. miejsce w klasyfikacji medalowej. W klasyfikacji punktowej reprezentacja Chin zajęła 5. miejsce.

## Występy reprezentantów Chin

### Mężczyźni

#### Konkurencje biegowe
| Konkurencja                | Zawodnik                                       | Runda 1    | Runda 1 | Półfinał  | Półfinał | Finał        | Finał   |
| Konkurencja                | Zawodnik                                       | Rezultat   | Pozycja | Rezultat  | Pozycja  | Rezultat     | Pozycja |
| -------------------------- | ---------------------------------------------- | ---------- | ------- | --------- | -------- | ------------ | ------- |
| Bieg na 100 m              | Su Bingtian                                    | 10,03      | 10. Q   | 9,99 (NR) | 7. q     | 10,06        | 9.      |
| Bieg na 100 m              | Zhang Peimeng                                  | 10,13 (SB) | 22.     | NQ        | NQ       | NQ           | NQ      |
| Bieg na 200 m              | Xie Zhenye                                     | DSQ        | DSQ     | NQ        | NQ       | NQ           | NQ      |
| Bieg na 400 m              | Guo Zhongze                                    | 46,42      | 42.     | NQ        | NQ       | NQ           | NQ      |
| Bieg na 5000 m             | Duo Bujie                                      | 14:07,35   | 34.     | —         | —        | NQ           | NQ      |
| Maraton                    | Guan Siyang                                    | —          | —       | —         | —        | 2:30:17      | 34.     |
| Maraton                    | Muhan Hasi                                     | —          | —       | —         | —        | DNF          | DNF     |
| Maraton                    | Xu Wang                                        | —          | —       | —         | —        | 2:23:08      | 24.     |
| Bieg na 110 m przez płotki | Xie Wenjun                                     | 13,44      | 15. Q   | 13,39     | 15.      | NQ           | NQ      |
| Bieg na 110 m przez płotki | Zhang Honglin                                  | DNF        | DNF     | NQ        | NQ       | NQ           | NQ      |
| Bieg na 400 m przez płotki | Cheng Wen                                      | 49,56 (PB) | 26. Q   | 49,62     | 21.      | NQ           | NQ      |
| Sztafeta 4 × 100 m         | Mo Youxue Xie Zhenye Su Bingtian Zhang Peimeng | 37,92 (AR) | 4. Q    | —         | —        | 38,01        | srebro  |
| Chód na 20 km              | Cai Zelin                                      | —          | —       | —         | —        | 1:20:42      | 5.      |
| Chód na 20 km              | Chen Ding                                      | —          | —       | —         | —        | 1:21:39      | 9.      |
| Chód na 20 km              | Wang Zhen                                      | —          | —       | —         | —        | 1:19:29      | srebro  |
| Chód na 50 km              | Wu Qianlong                                    | —          | —       | —         | —        | 3:51:35      | 14.     |
| Chód na 50 km              | Yu Wei                                         | —          | —       | —         | —        | 3:45:21 (PB) | 7.      |
| Chód na 50 km              | Zhang Lin                                      | —          | —       | —         | —        | 3:44:39 (PB) | 6.      |

#### Konkurencje techniczne
| Konkurencja    | Zawodnik      | Eliminacje | Eliminacje | Finał     | Finał   |
| Konkurencja    | Zawodnik      | Rezultat   | Pozycja    | Rezultat  | Pozycja |
| -------------- | ------------- | ---------- | ---------- | --------- | ------- |
| Skok wzwyż     | Wang Yu       | 2,26       | 18.        | NQ        | NQ      |
| Skok wzwyż     | Zhang Guowei  | 2,31       | 1. Q       | 2,33      | srebro  |
| Skok o tyczce  | Yao Jie       | 5,65 (PB)  | 22.        | NQ        | NQ      |
| Skok o tyczce  | Zhang Wei     | 5,55       | 28.        | NQ        | NQ      |
| Skok w dal     | Gao Xinglong  | 8,11       | 5. q       | 8,14 (SB) | 4.      |
| Skok w dal     | Li Jinzhe     | 8,10       | 6. q       | 8,10      | 5.      |
| Skok w dal     | Wang Jianan   | 8,12       | 4. q       | 8,18      | brąz    |
| Trójskok       | Cao Shuo      | 16,66      | 15.        | NQ        | NQ      |
| Trójskok       | Dong Bin      | 16,44      | 18.        | NQ        | NQ      |
| Trójskok       | Xu Xiaolong   | 16,19      | 24.        | NQ        | NQ      |
| Rzut oszczepem | Zhao Qinggang | 79,47 (SB) | 17.        | NQ        | NQ      |

### Kobiety

#### Konkurencje biegowe
| Konkurencja                   | Zawodniczka                                       | Runda 1      | Runda 1 | Półfinał   | Półfinał | Finał    | Finał   |
| Konkurencja                   | Zawodniczka                                       | Rezultat     | Pozycja | Rezultat   | Pozycja  | Rezultat | Pozycja |
| ----------------------------- | ------------------------------------------------- | ------------ | ------- | ---------- | -------- | -------- | ------- |
| Bieg na 100 m                 | Wei Yongli                                        | 11,28 (PB)   | 21. q   | 11,27 (PB) | 22.      | NQ       | NQ      |
| Bieg na 200 m                 | Liang Xiaojing                                    | 23,57 (PB)   | 45.     | NQ         | NQ       | NQ       | NQ      |
| Bieg na 800 m                 | Zhao Jing                                         | 2:03,08 (SB) | 37.     | NQ         | NQ       | NQ       | NQ      |
| Maraton                       | Ding Changqin                                     | —            | —       | —          | —        | 2:33,04  | 16.     |
| Maraton                       | He Yinli                                          | —            | —       | —          | —        | 2:41,42  | 28.     |
| Maraton                       | Wang Xueqin                                       | —            | —       | —          | —        | 2:45,05  | 37.     |
| Bieg na 100 m przez płotki    | Wu Shuijiao                                       | 13,09        | 22. Q   | 13,06      | 19.      | NQ       | NQ      |
| Bieg na 400 m przez płotki    | Xiao Xia                                          | 58,12        | 32.     | NQ         | NQ       | NQ       | NQ      |
| Bieg na 3000 m z przeszkodami | Zhang Xinyan                                      | 10:13,25     | 40.     | —          | —        | NQ       | NQ      |
| Sztafeta 4 × 100 m            | Liang Xiaojing Kong Lingwei Lin Huijun Wei Yongli | 43,18        | 10.     | —          | —        | NQ       | NQ      |
| Sztafeta 4 × 400 m            | Huang Guifen Wang Huan Li Xue Cheng Chong         | 3:34,98      | 16.     | —          | —        | NQ       | NQ      |
| Chód na 20 km                 | Liu Hong                                          | —            | —       | —          | —        | 1:27:45  | złoto   |
| Chód na 20 km                 | Lü Xiuzhi                                         | —            | —       | —          | —        | 1:27:45  | srebro  |
| Chód na 20 km                 | Nie Jingjing                                      | —            | —       | —          | —        | 1:32:40  | 17.     |

#### Konkurencje techniczne
| Konkurencja    | Zawodniczka    | Eliminacje | Eliminacje | Finał      | Finał   |
| Konkurencja    | Zawodniczka    | Rezultat   | Pozycja    | Rezultat   | Pozycja |
| -------------- | -------------- | ---------- | ---------- | ---------- | ------- |
| Skok wzwyż     | Zheng Xingjuan | 1,80       | 26.        | NQ         | NQ      |
| Skok o tyczce  | Li Ling        | 4,55       | 11. q      | 4,60       | 9.      |
| Skok o tyczce  | Ren Mengqian   | 4,15       | 25.        | NQ         | NQ      |
| Skok w dal     | Lu Minjia      | 6,01       | 30.        | NQ         | NQ      |
| Trójskok       | Li Xiaohong    | 13,52      | 21.        | NQ         | NQ      |
| Trójskok       | Li Yanmei      | 13,57      | 20.        | NQ         | NQ      |
| Trójskok       | Wang Wupin     | 13,48      | 23.        | NQ         | NQ      |
| Pchnięcie kulą | Gao Yang       | 18,21      | 9. q       | 19,04 (PB) | 5.      |
| Pchnięcie kulą | Gong Lijiao    | 19,11      | 3. Q       | 20,30      | srebro  |
| Pchnięcie kulą | Guo Tianqian   | 17,10      | 16.        | NQ         | NQ      |
| Rzut dyskiem   | Lu Xiaoxin     | 58,55      | 21.        | NQ         | NQ      |
| Rzut dyskiem   | Su Xinyue      | 61,68      | 10. q      | 62,90      | 8.      |
| Rzut dyskiem   | Tan Jian       | 59,84      | 16.        | NQ         | NQ      |
| Rzut młotem    | Liu Tingting   | 67,07      | 22.        | NQ         | NQ      |
| Rzut młotem    | Wang Zheng     | 73,06      | 3. Q       | 73,83      | 5.      |
| Rzut młotem    | Zhang Wenxiu   | 72,92 (SB) | 4. q       | 76,33 (SB) | srebro  |
| Rzut oszczepem | Li Lingwei     | 65,07 (SB) | 2. Q       | 64,10      | 5.      |
| Rzut oszczepem | Lü Huihui      | 63,15      | 10. q      | 66,13 (AR) | srebro  |
| Rzut oszczepem | Zhang Li       | 61,80 (SB) | 14.        | NQ         | NQ      |